# Dedumose II
Djedneferre Dedumose II fue un faraón egipcio durante el llamado Segundo período intermedio, entre a. 1597-1595 a. C. aproximadamente. Según los egiptólogos Kim Ryholt y Darrell Baker, fue un gobernante de la región de Tebas en la decimosexta dinastía. Alternativamente, Jürgen von Beckerath, Thomas Schneider y Detlef Franke lo ven como un rey de la  decimotercera dinastía.

## Citas
Williams cita a Dedumose como el último rey de la dinastía 13 de Egipto. Las fechas precisas para Dedumose son desconocidas, pero según la cronología comúnmente aceptada egipcia su reinado terminó probablemente alrededor 1690 a. C.

## Evidencias

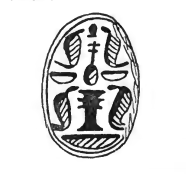
Foto de un escarabajo de Djedneferre, posiblemente Dedumose II

Djedneferre Dedumose II se conoce por una estela procedente de Gebelein que se conserva en el Museo de El Cairo (CG 20533). En la estela, Dedumose II afirma haber sido criado para la realeza, lo que puede indicar que es un hijo de Dedumose I, aunque la declaración puede ser también simplemente una forma de propaganda. El tono marcial de la estela probablemente refleja el constante estado de guerra de los años finales de la dinastía de 16, cuando los hicsos invadieron su territorio:
"El buen Dios, amado de Tebas; El elegido por Horus, que aumenta su [ejército], que ha aparecido como el rayo del sol, que es aclamado a la realeza de ambas tierras; El que pertenece a los gritos..."
Ludwig Morenz cree que la cita anterior de la estela, en particular "que es aclamado a la realeza", puede confirmar la idea controversial de Eduard Meyer de que ciertos faraones fueron elegidos para el cargo.

## El faraónTimaiosde Josefo
Dedumose está generalmente vinculado al Timaios mencionado por el historiador Josefo - que citaba a Manetho -, como un rey durante cuyo reinado un ejército de extranjeros asiáticos sometieron al país sin lucha.  La frase introductoria en la cita de Josefo de Manetho του Τιμαιος ονομα parece un tanto no gramatical y siguiendo a A. von Gutschmid, las palabras griegas του Τιμαιος ([artículo genitivo definido] Timaios [nominativo]) se combinan a menudo en el nombre propuesto en el tenue argumento de von Gutschmid de que esto sonaba como Tutmes, es decir, Thutmose.) basado en el simple argumento de von Gutschmid que esto sonaba como Tutmes es decir Tutmosis. Esto ha influido en la transliteración del nombre Dedumose como Dudimose para reforzar el parecido, pero esta transliteración no está justificada por la ortografía jeroglífica del nombre.
Sin embargo, Dedumose gobernó como un faraón de la dinastía 13 que precedió a los hicsos o como parte de la dinastía 16 contemporáneo con los primeros hicsos y la forma real de los timios en el manuscrito de Josefo todavía representa plausiblemente su nombre. La traducción de Whiston de Josefo entiende que la frase significa "[Había un rey] nuestro (του), cuyo nombre era Timaios (Τιμαιος ονομα).." A. Bülow-Jacobsen ha sugerido, sin embargo, que la frase en Josefo puede haber sido derivada a través de una serie de errores de escribas (no atendidos) de του πραγματος ("de la materia") y que ονομα ("este es un nombre", por lo general se omite de traducciones) es una glosa posterior de donde el texto original de Josefo no contenía el nombre de un faraón en absoluto. Sin embargo, la siguiente oración de la cita de Josefo dice "En su [reinado]", lo que implica que un Faraón realmente ha sido mencionado. La cuenta en Josefo también se ha relacionado durante mucho tiempo con una historia sobre Egipto conservada en un texto indio en el que el nombre del faraón aparece como Tamovatsa.

## Teorías marginales
Ha habido intentos revisionistas del historiador Immanuel Velikovsky y del egiptólogo David Rohl en identificar a Dedumose II como el Faraón del éxodo. David Rohl, en particular, intentó cambiar la historia de Egipto acortando el Tercer Período Intermedio de Egipto en casi 300 años. Como resultado, los sincronismos con la narrativa bíblica han cambiado, haciendo que Dedumose sea el faraón del Éxodo. Sin embargo esta teoría, no ha encontrado apoyo entre la mayoría de los académicos en su campo.

## Títulos
| Titulatura | Jeroglífico | Transliteración (transcripción) - traducción - (referencias) |

| N5 | R11 | F35 |

| N5 | R11 | F35 |

| N5 | R11 | F35 |

| N5 | R11 | F35 |

| N5 | R11 | F35 |

| N5 | R11 | F35 |

| N5 | R11 | F35 |

| N5 | R11 | F35 |

| N5 | R11 | F35 |

| N5 | R11 | F35 |

| N5 | R11 | F35 |

| N5 | R11 | F35 |

| N5 | R11 | F35 |

| N5 | R11 | F35 |

| N5 | R11 | F35 |

| N5 | R11 | F35 |

| D37 · D37 | F31 | S29 | G43 |

| D37 · D37 | F31 | S29 | G43 |

| D37 · D37 | F31 | S29 | G43 |

| D37 · D37 | F31 | S29 | G43 |

| D37 · D37 | F31 | S29 | G43 |

| D37 · D37 | F31 | S29 | G43 |

| D37 · D37 | F31 | S29 | G43 |

| D37 · D37 | F31 | S29 | G43 |

| D37 · D37 | F31 | S29 | G43 |

| D37 · D37 | F31 | S29 | G43 |

| D37 · D37 | F31 | S29 | G43 |

| D37 · D37 | F31 | S29 | G43 |

| D37 · D37 | F31 | S29 | G43 |

| D37 · D37 | F31 | S29 | G43 |

| D37 · D37 | F31 | S29 | G43 |

| D37 · D37 | F31 | S29 | G43 |